# Teodoro Mariani
Teodoro Mariani (Como, 28 febbraio 1882 – Monte Zebio, 2 agosto 1916) è stato un canottiere italiano, vincitore di due medaglie d'oro ai Campionati europei di canottaggio. Combattente nella prima guerra mondiale muore nel 1916 in seguito alle ferite riportate in un bombardamento.

## Biografia

### Carriera sportiva
Nato a Como il 28 febbraio del 1882, si iscrive presso la Sezione Ragioneria del locale Regio Istituto Tecnico "Caio Plinio Secondo", diplomandosi nel 1900.
Giovanissimo, si iscrive alla Società Ginnastica Comense 1872, cimentandosi, come di moda al tempo, in varie discipline.
Con lui vi sono anche altre importanti figure dello sport e della cultura comaschi, come Antonio Sant'Elia e Giuseppe Sinigaglia, di cui diventa grande amico.
Nel 1899, partecipa al concorso ginnico internazionale indetto in occasione della Fiera Voltiana di Como.
Egli, col tempo, inizia però a praticare prevalentemente il canottaggio, cosa che lo porta a lasciare la Ginnastica Comense per passare alla Canottieri Lario. 
Diviene così uno degli atleti di punta della società, conquistando numerosi titoli.
Nel 1908, ai campionati italiani organizzati a Salò, vince sia il titolo italiano in skiff juniores che il titolo seniores.
Da questo momento si apre la stagione migliore per la carriera agonistica di Mariani: nel 1909 vince i Campionati Europei in singolo, e nel 1911, in coppia con l'amico Giuseppe Sinigaglia, diviene campione d'Europa nel doppio, nei campionati disputatisi proprio a Como.

### La Prima Guerra Mondiale
Nel 1915, molti suoi amici sportivi, tra i quali i soliti Sant'Elia e Sinigaglia, decidono di arruolarsi volontari nel Regio Esercito Italiano. Mariani, che inizialmente non li segue in questa tragica avventura, li dovrà raggiungere pochi mesi dopo, richiamato alle armi con la sua classe di leva alla fine del 1915.
Assegnato inizialmente alla Milizia Territoriale, Mariani viene inquadrato nel 46º battaglione di Fanteria, col quale, nominato sotto-tenente, presta servizio per il primo anno di guerra.
Nel maggio del 1916, viene trasferito al 225º Reggimento fanteria della brigata "Arezzo", appena costituito, e nelle cui file è inquadrato anche l'amico Antonio Sant'Elia.
Egli partecipa così, in giugno, alle offensive contro il Monte Cucco, finché, in luglio, la sua brigata viene trasferita nel settore del Monte Zebio.
Qui, il 2 agosto del 1916, durante un violento bombardamento, muore dopo essere stato colpito da alcune schegge. Pochi giorni dopo, il 10 agosto, perde la vita in combattimento anche l'amico e compagno del doppio, Giuseppe Sinigaglia.

## Riconoscimenti
Como, la sua città natale, gli ha dedicato:
- una via, attuale Via Teodoro Mariani
- la palestra comunale "Teodoro Mariani", sita in Via Nazario Sauro